# ハルハン・アイリー
ハルハン・アイリー（ハルハン・アイリー・ノッパワン、英: Haruehun Airry Noppawan、泰: หฤหรรษ์ แอร์รี่ นพวรรณ、1986年9月6日 - ）は、タイの写真家である。